# Dionysius Munnich
Dionysius Munnich († 14. Jahrhundert) war Priester und Offizial.
Der aus Löwen stammende Munnich erwarb im Verlauf seines Studiums die Titel eines Lic. leg., Mag. art. und Bac. med. Als Inhaber eines Kanonikates an St. Peter in Lüttich, wo er am 15. Februar 1366 auch Domherr war, erwarb er am 12. Juni 1366 auch ein Kanonikat an St. Aposteln zu Köln. Der Kölner Erzbischof Engelbert III. von der Mark berief ihn noch vor dem 15. Februar 1366 zu seinem Offizial.